# Guy Laval
Guy Laval (* 17. November 1935) ist ein französischer Physiker.
Laval studierte ab 1956 an der École polytechnique (Abschluss 1958) und an der École des Ponts (Abschluss 1961). Er wurde 1967 in Physik an der Sorbonne promoviert. Er wurde Directeur de recherche des CNRS und war 1982 bis 1989 Professor an der École polytechnique, an der er 1985 bis 1995 das Zentrum für theoretische Physik leitete und 1995/96 war er stellvertretender Generaldirektor. 2002 wurde er emeritiert.
1993 erhielt er den Prix Jean Ricard. 2003 wurde er Mitglied der Académie des sciences (korrespondierendes Mitglied ab 1997). 2008 bis 2011 war er deren Vizepräsident verantwortlich für internationale Beziehungen. 1972 erhielt er die Silbermedaille des CNRS.
Er befasste sich mit Plasmaphysik, zum Beispiel für Fusion, in der Astrophysik und im erdnahen Weltraum.
Ab 1976 war er über fünf Jahre Gastwissenschaftler am Institute for Advanced Study.

## Schriften (Auswahl)
- L'énergie bleue : une histoire de la fusion nucléaire, Éditions Odile Jacob, Paris, 2007.